# 無水マロン酸
無水マロン酸（英語: malonic anhydride）または、オキセタン-2,4-ジオン（英語: oxetane-2,4-dione）は、化学式が C3H2O3 または、 CH2(CO)2O の有機化合物である。マロン酸の無水物またはオキセタンの二重ケトンとみなすことができる。
無水マロン酸は1988年にジケテンのオゾン分解によって初めて合成された。3,3-ジメチル-オキセタン-2,4-ジオンなどの誘導体も知られている。